# Aussie Open
Aussie Open es un tag team australiano de lucha libre profesional, formado por Mark Davis y Kyle Fletcher. Actualmente trabajan para All Elite Wrestling (AEW), y también luchan para la compañía hermana de AEW, Ring of Honor (ROH), donde son ex-Campeones Mundiales en Parejas de ROH y Fletcher es el actual Campeón Mundial de Televisión de ROH, en su primer reinado.
El dúo también hace apariciones en New Japan Pro-Wrestling (NJPW), donde son miembros del United Empire, y son ex campeones en parejas de IWGP, y dos veces campeones inaugurales y récord en parejas de Strong Openweight Tag Team .
También han luchado regularmente para promociones europeas, incluida Revolution Pro Wrestling (RevPro), con sede en Inglaterra, donde son dos veces Campeones Británicos Indiscutibles en Parejas, y Westside Xtreme Wrestling (wXw), con sede en Alemania, donde son dos veces Campeones Mundiales en Parejas de wXw.
Los dos comenzaron a formar equipo en 2017 mientras trabajaban en la escena independiente del Reino Unido y lucharon brevemente bajo el nombre de The Aussie Assault.

## Historia

### Primeros años (2007-2016)
Ambos hombres trabajaron en la escena independiente australiana, Davis debutó en 2007 y Fletcher en 2014. Ambos hombres trabajaron para promociones independientes, como Melbourne City Wrestling.

### Formación en Reino Unido (2017-presente)
Ambos hombres viajaron por separado al Reino Unido en 2017 y trabajaron para promociones independientes como WhatCulture Pro Wrestling (WCPW) y Attack! Pro Wrestling. En julio, los dos hombres formaron equipo por primera vez en un evento de la WCPW, como The Aussie Assault. Después de esto, los dos comenzaron a formar equipo con más frecuencia, y eventualmente cambiaron su nombre a Aussie Open y trabajaron en la escena independiente como un equipo. Aussie Open también compitió en Europa, para promociones como Westside Xtreme Wrestling. En agosto, Aussie Open hizo su debut para Revolution Pro Wrestling y continuó trabajando con ellos a largo plazo. Esto significaba que trabajarían con el talento de New Japan Pro-Wrestling (NJPW) debido a su acuerdo de trabajo con RevPro. Aussie Open solía enfrentarse a talentos como Roppongi 3K, que estaban en una excursión de aprendizaje desde New Japan. Durante su gira por el Reino Unido en mayo de 2018, Aussie Open hizo su debut en Ring of Honor, perdiendo ante The Boys, los valets de Dalton Castle. El 14 de octubre en Global Wars UK, un evento interpromocional realizado por RevPro y NJPW, Davis perdió ante Satoshi Kojima. En marzo de 2019, Aussie Open ganó el Campeonato Mundial en Parejas wXw, antes de perderlos ante Ilja Dragunov y WALTER, poniendo fin a su reinado de 147 días. Recuperaron los campeonatos 41 días después, pero tuvieron que dejarlos después de 14 días, debido a que Davis sufrió una lesión en la pierna. En mayo de 2019, Aussie Open logró una gran victoria al derrotar a Suzuki-gun (Minoru Suzuki & Zack Sabre Jr.) de NJPW, para ganar los Campeonatos Británicos en Parejas por primera vez. Perdieron los títulos ante Sha Samuels y Josh Bodom, poniendo fin a su reinado a los 50 días.

### New Japan Pro-Wrestling (2019-presente)

#### United Empire (2019-presente)
El Aussie Open hizo su debut en NJPW en NJPW Royal Quest el 31 de agosto, perdiendo en una lucha por el Campeonato en Parejas IWGP ante Guerrillas of Destiny (Tama Tonga & Tanga Loa). Aussie Open luchó con poca frecuencia en 2020 debido a la pandemia de COVID-19. En febrero de 2021, Aussie Open regresó a Australia, por primera vez como equipo, luchando en varios programas independientes. Aussie Open regresó a RevPro el 21 de agosto de 2021 y recuperó los campeonatos británicos en parejas el mes siguiente. El 19 de septiembre, en el evento High Stakes de RevPro, Aussie Open hizo equipo con el Campeón Británico Indiscutible de Peso Pesado Will Ospreay para atacar a The Young Guns y Shota Umino, uniéndose al grupo United Empire y cambiando a heel. Los tres comenzaron a formar equipo constantemente como un trío en todo el Reino Unido. Perdieron los campeonatos ante Roy Knight y Ricky Knight Jr, poniendo fin a su reinado a los 63 días. El 10 de abril de 2022, Aussie Open hizo su debut en NJPW Strong, haciendo equipo con su compañero de United Empire, Jeff Cobb, para derrotar a TMDK. El 16 de abril en Windy City Riot, Aussie Open y Cobb, se asociaron con sus compañeros Great-O-Khan, T.J. Perkins y Aaron Henare para derrotar a los representantes del Bullet Club, The Good Brothers (Doc Gallows & Karl Anderson), Chris Bey, El Phantasmo y el miembro invitado Scott Norton en una lucha por equipos de 12 hombres. En Capital Collision, Cobb, Henare y Aussie Open perdieron ante TMDK en una lucha por equipos de 8 hombres. En la edición del 19 de junio de NJPW Strong Ignition, Aussie Open compitió en un torneo para coronar al inaugural Campeón en Parejas de Peso Abierto STRONG. En la primera ronda, derrotaron a Evil Uno y Alan Angels de The Dark Order y derrotaron al Stray Dog Army en las semifinales. En la final de Strong: High Alert, Davis y Fletcher derrotaron a Christopher Daniels y Yuya Uemura para convertirse en los campeones inaugurales.
En Music City Mayhem, Aussie Open hizo equipo con T.J. Perkins para derrotar al equipo de Alex Zayne y los Campeones en Parejas IWGP, FTR. Después del combate, Aussie Open retó a FTR a un combate por los Campeonatos en Parejas IWGP. Recibieron su partido en Royal Quest II, donde perdieron ante FTR. En Rumble on 44th Street, el Aussie Open perdió los campeonatos en parejas de peso abierto fuerte ante The Motor City Machine Guns en una lucha por equipos a tres bandas que también involucró a The DKC y Kevin Knight, poniendo fin a su reinado inaugural a los 76 días.
En noviembre, Aussie Open viajó a Japón por primera vez, compitiendo en su primer torneo World Tag League. El dúo terminó el torneo con 14 puntos, empatando en primer lugar con Bishamon (Hirooki Goto & Yoshi-Hashi), lo que significa que ambos equipos avanzaron a la final. En la final del torneo, Bishamon derrotó al Abierto de Australia para ganar el torneo.
Davis y Fletcher competirían individualmente en la New Japan Cup 2023 en marzo. Fletcher derrotó al Campeón en Parejas de IWGP, Yoshi-Hashi, pero fue derrotado por la otra mitad de los campeones en parejas Hirooki Goto. Davis derrotó a Toru Yano en la primera ronda antes de perder ante su compañero de United Empire, Will Ospreay, en la siguiente ronda. Sin embargo, Ospreay se lesionaría en su combate, lo que provocaría que Davis avanzara a la tercera ronda donde derrotaría a Evil. En la ronda semifinal, Davis perdió ante Sanada, quedando así eliminado del torneo. Debido al éxito de Davis en el torneo y la victoria de Fletcher sobre el Campeón en Parejas Yoshi-Hashi, Aussie Open obtuvo una oportunidad en los Campeonatos en Parejas IWGP, contra Bishamon en Sakura Genesis. El 8 de abril en el evento, Aussie Open derrotó a Bishamon para ganar su primer Campeonato en Parejas IWGP. El 15 de abril en Capital Collision, Fletcher y Davis derrotaron a The Motor City Machine Guns y al equipo de Kazuchika Okada y Hiroshi Tanahashi, en una lucha por equipos a tres bandas, para recuperar los Campeonatos en Parejas de Peso Abierto STRONG por segunda vez, logrando ellos dobles campeones en NJPW. Defendieron los títulos STRONG la noche siguiente contra Lio Rush y Tomohiro Ishii. El 29 de abril en NJPW Wrestling Satsuma no Kuni, Aussie Open retuvo los Campeonatos en Parejas IWGP, derrotando a TMDK (Mikey Nicholls & Shane Haste). El 21 de mayo en Resurgence, Fletcher anunció que el equipo dejaría ambos títulos vacantes, debido a la lesión de Mark Davis.

### All Elite Wrestling / Ring of Honor (2022-presente)

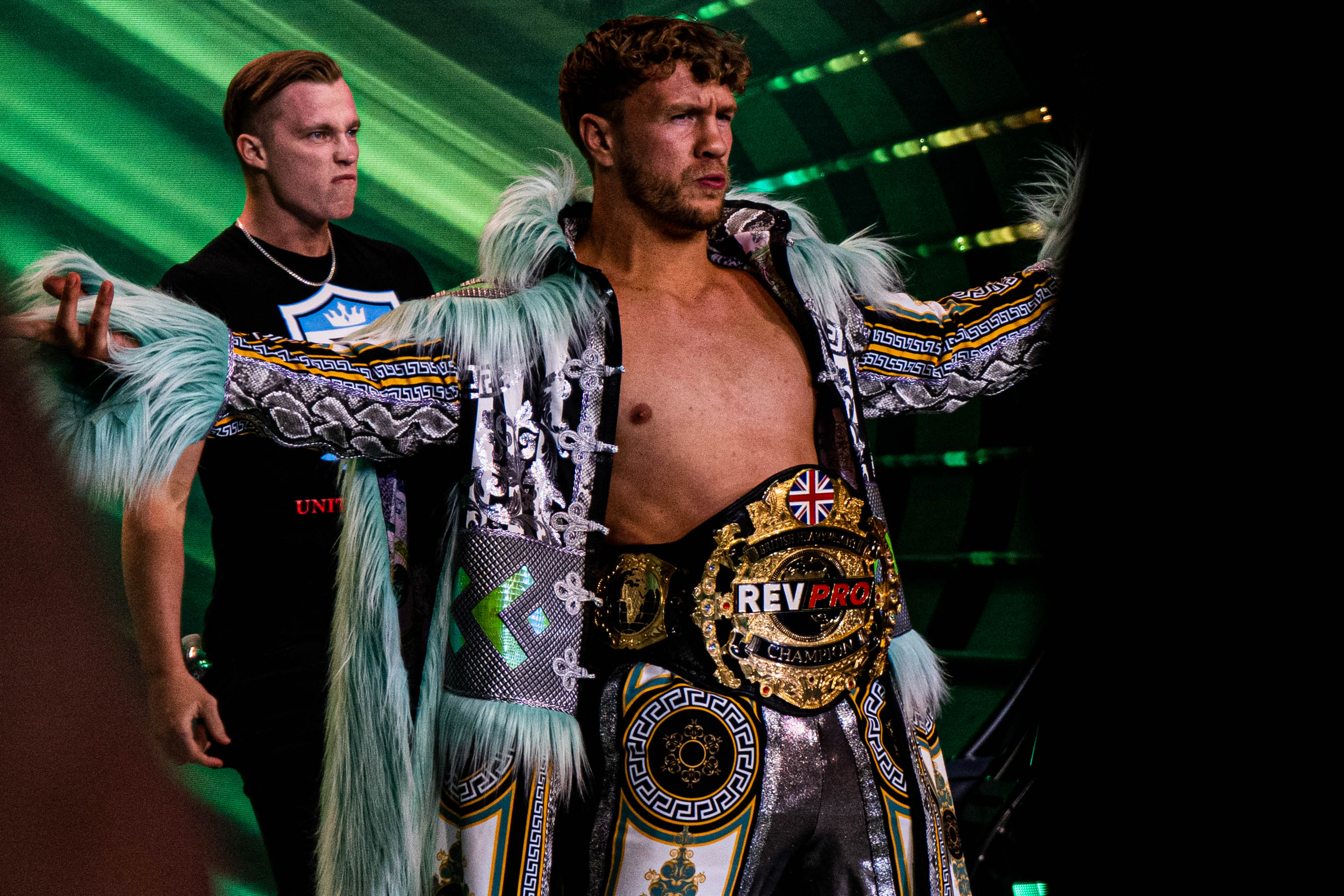
Fletcher (izquierda) acompañando a Will Ospreay en AEWxNJPW: Forbidden Door el 26 de junio de 2022.

En el episodio del 8 de junio de Dynamite, Aussie Open y Aaron Henare hicieron su debut en All Elite Wrestling, ayudando a Will Ospreay a atacar a FTR y Trent Beretta, a quienes Cobb y O-Khan habían atacado dos semanas antes. Hicieron su debut en el ring en la edición del 10 de junio de Rampage, donde ellos y Ospreay perdieron ante FTR y Beretta en una lucha por equipos de 6 hombres. Aussie Open regresó en la edición especial Road Rager del 15 de junio de Dynamite atacando a FTR y Roppongi Vice (Beretta & Rocky Romero) después de que Ospreay derrotara a Dax Harwood de FTR, sin embargo, fueron detenidos por Orange Cassidy, quien fue anunciado para enfrentar a Ospreay en AEWxNJPW: Forbidden Door por el Campeonato de los Estados Unidos de IWGP de Ospreay, junto con O-Khan y Cobb enfrentando a FTR y Roppongi Vice en una lucha por equipos de tres bandas, por los Campeonatos en Parejas WGP de Cobb y O-Khan y por los Campeonatos Mundiales en Parejas de ROH de FTR. En el evento, Aussie Open acompañó a Ospreay al ring para su combate contra Cassidy, y a menudo ayudó a Ospreay durante el combate. Ospreay finalmente retuvo el campeonato y, junto con Aussie Open, atacó a Cassidy y Roppongi Vice después del combate. Sin embargo, Ospreay y Aussie Open fueron interrumpidos por Katsuyori Shibata, quien derrotó al trío, salvando a Cassidy y Roppongi Vice.
El 27 de julio, se reveló el Campeonato Mundial de Tríos de AEW, y Aussie Open y Ospreay fueron nombrados participantes en el torneo inaugural. El 24 de agosto, Aussie Open y Ospreay derrotaron a Death Triangle para avanzar a las semifinales, donde fueron derrotados por The Elite (The Young Bucks & Kenny Omega) el 31 de agosto. Después del combate, United Empire atacó a The Elite.
Fletcher y Davis regresaron a AEW en la edición del 22 de febrero de Dynamite, compitiendo en Revolution Tag Team Battle Royal, pero no lograron ganar. En la edición de Rampage de la misma semana, Davis y Fletcher perdieron ante The Young Bucks. La semana siguiente en Dynamite, Aussie Open compitió en el Casino Tag Team Royale, pero nuevamente no logró ganar.
El 9 de marzo, Fletcher y Davis regresaron a Ring of Honor (ROH), que ahora era la promoción hermana de AEW, luego de la compra de la compañía por parte de Tony Khan, derrotando a Rhett Titus y Tracy Williams. En Supercard of Honor, el dúo compitió en la Reach for the Sky ladder match por el vacante Campeonato Mundial en Parejas de ROH, pero no pudo ganar la lucha.
Una semana después de ganar los campeonatos en parejas de peso pesado IWGP, Fletcher y Davis hicieron su primera defensa del título contra Best Friends, derrotándolos y reteniendo los títulos en la edición del 14 de abril de Rampage.
En la edición del 25 de mayo de Dynamite, Fletcher apareció en un segmento detrás del escenario, atacando al Campeón Internacional de AEW Orange Cassidy y admirando el título. Un combate por el campeonato entre los dos tuvo lugar en la edición del 24 de mayo de Dynamite, donde Cassidy derrotó a Fletcher. Poco después, se anunció que tanto Fletcher como Davis habían firmado con AEW.
El 21 de julio de 2023, el dúo ganó el Campeonato Mundial en Parejas de ROH en Death Before Dishonor en una lucha por equipos a cuatro bandas. La semana siguiente en Ring of Honor, el Aussie Open hizo su primera defensa del título, derrotando a los Iron Savages. En Dynamite: 200, Aussie Open retuvo sus títulos ante El Hijo del Vikingo y Komander. En el episodio de Rampage de la semana siguiente, el dúo aceptó el desafío de Better Than You Bay Bay (Adam Cole & MJF) por los títulos en la Zero Hour de All In. En el período previo al combate, Aussie Open hizo más defensas del título contra Ethan Page e Isiah Kassidy, y Kassidy y The Hardys (Matt & Jeff Hardy). En la Zero Hour del All In, Aussie Open perdió los Campeonatos Mundiales en Parejas de ROH ante Cole y MJF, poniendo fin a su reinado de 37 días.
Después de la derrota, el dúo cambió su enfoque hacia los Campeonatos Mundiales en Parejas de AEW, convocando a los campeones FTR en la edición del 16 de septiembre de Collision, exigiendo una lucha por el campeonato en WrestleDream. Poco después, el combate se hizo oficial para el evento del 1 de octubre, que fue notablemente el primer aniversario del último combate de los dos equipos, por el Campeonato Mundial en Parejas IWGP en Royal Quest II. En WrestleDream, FTR derrotó al Aussie Open y retuvo sus campeonatos. Después del evento, se reveló que Davis había sufrido una lesión en la muñeca y estaría fuera de acción, lo que haría que el equipo hiciera una pausa. La lesión dejó a Fletcher como luchador individual, donde desde entonces se unió a The Don Callis Family y ganó el Campeonato Mundial de Televisión de ROH.

### Impact Wrestling (2022-2023)
En la edición del 8 de septiembre de Impact!, Aussie Open hizo su debut en Impact Wrestling, derrotando a Chris Bey y Ace Austin de Bullet Club. La semana siguiente, el dúo perdió ante The Motor City Machine Guns. El 30 de marzo, el dúo apareció en Multiverse United, compitiendo en una lucha por equipos de cuatro bandas por el Campeonato Mundial en Parejas de Impact, sin embargo, los títulos fueron retenidos por Bey y Austin.

## Campeonatos y logros
- ATTACK! Pro Wrestling
  - Attack! 24:7 Championship (7 veces) – Fletcher (4) and Davis (3)[66]
  - Attack! Tag Team Championship (2 veces) [66]
- Australian Wrestling Alliance
  - AWL Heavyweight Championship (Davis, 2 veces)[66]
- DEFIANT Wrestling
  - Defiant Tag Team Championship (2 veces)[66]
- Fight Club:PRO
  - FCP Championship (Davis, 1 vez)[66]
- HOPE Wrestling
  - HOPE 24/7 Hardcore Championship (9 veces) – Fletcher (4) and Davis (5)[66]
  - HOPE Tag Team Championship (1 vez)[66]
- Over The Top Wrestling
  - OTT Tag Team Championship (1 vez)[66]
- New Japan Pro-Wrestling
  - IWGP Tag Team Championship (1 vez)
  - NJPW STRONG Openweight Tag Team Championship (2 veces, inaugural)[67][68][69]
  - NJPW STRONG Openweight Tag Team Championship Tournament[70]
- Progress Wrestling
  - PROGRESS Tag Team Championship (2 times)[66]
- Pro Wrestling Illustrated
  - Fletcher ocupó el puesto No. 188 de los 500 mejores luchadores individuales en el PWI 500 de 2023[71]
  - Davis ocupó el puesto No. 375 de los 500 mejores luchadores individuales en el PWI 500 de 2020
- Professional Wrestling Alliance
  - PWA Heavyweight Championship (1 vez)
  - PWA Tag Team Championship (1 vez)[66]
- Revolution Pro Wrestling
  - British Tag Team Championship (2 veces)[66]
- Ring of Honor
  - ROH World Tag Team Championship (1 time)[72]
  - ROH World Television Championship (1 time) – Fletcher
- Pro Wrestling Alliance Queensland 
  - PWA Queensland Championship (1 time)[66]
- Westside Xtreme Wrestling
  - wXw World Tag Team Championship (2 times)[66]